# صوفيا إيسبرج
هيلينا صوفيا إيسبرج (بالسويدية: Sophia Isberg)‏ (18 فبراير 1819 – 28 فبراير 1875) فنانة سويدية أمتهنت حفر الخشب.
ولدت هيلينا إيسبرج في سمولاند . انتقلت مع والديها وشقيقها إلى موتالا في عام 1840 ، حيث عاشت حياتها بأكملها. كان والدها صانع خزائن. علمها والدها كيفية صناعة الخزائن، والخراطة والنحت، أشتهرت بنحت الخشب. في عام 1847 ، تم عرض أعمالها في ستوكهولم، وحققت نجاحًا. طُلب منها الانتقال إلى ستوكهولم، حيث عرض عليها الأستاذ كارل غوستاف كفنستروم (1810-1867) منحة دراسية للدراسة في الأكاديمية الملكية السويدية للفنون ، وعرضت عليها الملكة جوزفين منحة من 200 دولار، لكنها رفضت كل العروض. كتبت كاتبة معاصرة عنها: فضلت البقاء في الكوخ الفقير حيث ولدت، وبقيت في حضن الفقر الذي أحاط بمهدها. 
عُرضت أعمالها في لندن (1862) وباريس (1865) وفيينا (1875) ، وكانت تحظى بإعجاب دولي، لكنها كانت سعيدة بمكانها، وعاشت مع أخيها في كوخ في موتالا طوال حياتها رغم نجاحها. في إحدى المرات، عبر الملك تشارلز الخامس عشر ملك السويد، أثناء زيارته لموتالا، عن رغبته في رؤية إيسبرغ. تم التواصل معها عن طريق أرسال رسالة إلى كوخها، لكن هيلينا إيسبرج أجابت أنه إذا أراد الملك أن يراها، فعليه أن يأتي إليها. لم يتم اللقاء، لكن الملك تشارلز أعجب بها واشترى عملها.